# Rhijnvis Feith
Rhijnvis Feith, né 7 février 1753  à Zwolle et mort le 8 février 1824, est un poète néerlandais.

## Biographie
Il fut avec Willem Bilderdijk le restaurateur de la poésie aux Pays-Bas.
Il était bourgmestre de sa ville natale, et receveur de l'Amirauté. 
L'Académie de Leyde ayant mis au concours l'Éloge de Michiel de Ruyter, il envoya une ode qui fut considérée comme un chef-d'œuvre. 
Ses principaux ouvrages sont
en vers : 
- un poème sur le Bonheur de la paix,
- des Odes et Poésies diverses, parmi lesquelles on remarque le Tombeau, 1796-1810 ;
- plusieurs tragédies : Thirsa, ou le Triomphe de la Religion, 1784; Johanna Gray, 1791 ; Inès de Castro, 1793, et Mutins Cordus ou Rome délivrée.

en prose :
- un roman de Ferdinand et Constance,
- des Lettres sur divers sujets de littérature, 6 volumes in-8, 1784-1794.

## Publications
- Het ideaal in de kunst (1782)
- Verhandeling over het heldendicht (1782)
- Fanny, een fragment (1783)
- Julia (1783)
- Brieven over verscheidene onderwerpen (6 volumes, 1784–1793)
- Thirsa, of de zege van de godsdienst (1784, tragédie)
- Dagboek mijner goede werken (1785)
- Ferdinand en Constantia (2 volumes, 1785)
- Lady Johanna Gray (1791)
- Het graf (1792)
- Bijdragen ter bevordering der schoone kunsten en wetenschappen (3 volumes, 1793–1796; avec Jacobus Kantelaar)
- Ines de Castro (1793; tragédie)
- Oden en gedichten (5 volumes, 1796–1814)
- De ouderdom (1802)
- Brieven aan Sophie (1806)
- Verlustiging van mijnen ouderdom (1818)
- De eenzaamheid en De Wereld (1821)
- Verhandelingen (1826)
- Dicht- en prozaïsche werken (15 volumes, 1824–1826)